# Erich Schönbächler
Erich Schönbächler (* 6. September 1935 in Einsiedeln; † 6. August 2022 ebenda) war ein Schweizer Biathlet.
Erich Schönbächler gehörte in der Mitte und der zweiten Hälfte der 1960er Jahre dem Schweizer Biathlon-Nationalkader an. Er startete bei den Olympischen Winterspielen 1964 in Innsbruck und wurde als zweitbester Schweizer inmitten seiner drei Landsleute auf dem 46. Rang Viertletzter. Während die Laufzeit mittelmässig war, schoss Schönbächler 12 von 20 Schuss daneben und bekam somit 24 Strafminuten. Ein Jahr später trat er bei der Biathlon-Weltmeisterschaft 1965 in Elverum an und erreichte den 40. Platz. 1966 belegte er in Garmisch-Partenkirchen Platz 46 im Einzel und mit Peter Gerig, Fredi Vogel und Ruedi Etter als Schlussläufer der Staffel im erstmals im offiziellen Programm der WM durchgeführten Staffelrennen den neunten Rang. 1967 in Altenberg und 1969 in Zakopane trat Schönbächler nochmals im Einzel an und belegte die Plätze 33 und 56.